# Zdeněk Lev z Rožmitálu

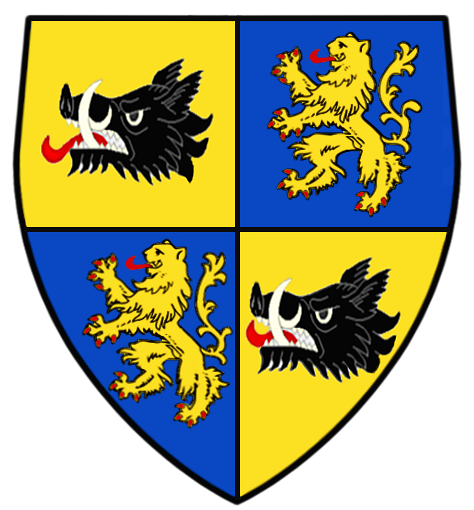
Herb

Zdeněk Lev z Rožmitálu i Zlatnej (zm. 1535 r.) – wolny pan stanowy Sycowa w latach 1517–1529. Pochodził z Levów z Rožmitála, znanego czeskiego rodu możnowładczego. Jego synem był Adam Lew (zm. 1564 r.)
Był jednym z najbardziej znanych polityków czeskich w XVI w. Na dworze praskim doszedł do urzędu najwyższego burgrabiego.
Odziedziczył sycowskie wolne państwo stanowe w wyniku ślubu swojego syna Zdenka Lwa z córką ostatniego z Haugwitzów w Sycowie, Hynka – Anną, zawartego w 1518 r.
Rządy na tym terytorium rozpoczął już rok wcześniej po śmierci Hynka. W 1518 r. przeniósł się na Morawy, gdzie zarządzał dobrami biskupa ołomunieckiego pozostawiając sprawowanie władzy w państwie swojemu synowi. Znaczne oddalenie obu dóbr skłaniało go do sprzedaży Sycowa i okolic. Wpływ na taka decyzję miało również rozprzestrzenianie się protestantyzmu na tym terenie, którego Zdenek był zdecydowanym przeciwnikiem.
Początkowo próbował sprzedać wolne państwo stanowe wrocławskiej kapitule katedralnej za 20 tys. guldenów węgierskich, lecz kapituła nie sfinalizowała tej transakcji. Ostatecznie w 1529 r. sprzedał je swojemu krewnemu – Joachimowi von Maltzan.